# Casaprota
Casaprota là một đô thị ở tỉnh Rieti trong vùng Latium, có khoảng cách khoảng 45 km về phía đông bắc của Roma và cách khoảng 20 km southvề phía tây của Rieti. Tại thời điểm ngày 31 tháng 12 năm 2004, đô thị này có dân số 699 người và diện tích là 14,6 km².
Casaprota giáp các đô thị: Frasso Sabino, Mompeo, Montenero Sabino, Poggio Nativo, Poggio San Lorenzo, Torricella in Sabina.